# Summa contra gentiles
Summa contra gentiles és una obra escrita per Tomàs d'Aquino en llatí, que defensa la fe cristiana i és considerada un dels escrits de l'apologètica medieval. La seva funció és fornir d'arguments els missioners i altres persones que es trobessin en contacte amb persones no creients. La tradició, no demostrada, afirma que fou Ramon de Penyafort qui encarregà aquest llibre, el qual en un principi es titulava Liber de veritate catholicae fidei contra errores infidelium (‘Llibre de la veritat de la fe catòlica contra els erros dels infidels’). Es va publicar una traducció a l'hebreu per mirar de convertir els jueus al cristianisme aprofitant les extenses citacions del Pentateuc que aquests ja acceptaven.
L'obra es divideix en quatre llibres. El primer tracta el concepte de Déu. El segon s'ocupa de la seva creació, on destaca l'home i la seva ànima immortal. Al tercer s'aborden qüestions ètiques i es nega l'existència d'un destí prefixat i al darrer llibre es detallen els fonaments de la fe cristiana en assumptes com la Santíssima Trinitat, els sagraments, la resurrecció de Jesús i el judici final.
La diferència entre els tres primers llibres i el quart és que els temes d'aquest no són accessibles per la raó, que s'ha de subordinar a la doctrina. El llibre iv és un mirall dels altres tres: si al primer llibre es parlava de la naturalesa divina, a la primera part del quart s'aborda el fet que aquesta és trinitària; si al segon llibre s'estudiava l'acció d'aquest Déu (crear el món), a l'últim es contempla l'acció definitiva que és enviar el seu fill a la Terra, i si al tercer llibre s'analitzava la correcta conducta del creient, a la darrera part es relaciona amb la condemna o salvació eterna de la seva ànima com a conseqüència dels seus actes.
Cada llibre està al seu torn dividit en diversos capítols, que sempre tenen la mateixa estructura: exposició d'una doctrina considerada herètica o errònia, contraarguments i citacions bíbliques que emparen el raonament de l'autor. Aquesta estructura respon al model dels debats de l'escolàstica. Segons l'audiència de cada teoria que es vol combatre, s'usen diferents tipus d'arguments: es citen passatges de l'Antic Testament si la crida està dirigida a jueus, de tota la Bíblia si els destinataris són heretges cristians i arguments purament filosòfics si s'apel·la a seguidors d'altres religions, donat que Tomàs d'Aquino considera que la raó és comuna a tots els éssers humans (anomena a la capacitat d'entendre els assumptes debatuts «raó natural»).
La summa comprèn gran part del pensament filosòfic de Tomàs d'Aquino, que es basa en la teoria d'Aristòtil, que és molt citat, juntament amb els seus principals comentaristes, Averrois i Maimònides (censurats per la seva fe).